# Unix to Unix Copy Protocol
Unix to Unix Copy Protocol（ユニックス トゥ ユニックス コピー プロトコル、UUCP）は、UNIXマシン同士でデータ転送を行う通信プロトコルの一種。初期のインターネットの通信手段として広く使われていた。UUCPネットワークを実現している通信プロセスとして uucicoがある。
料金定額制の電話回線において、または電話料金が安い夜間だけに、ファイルを転送したり、転送すべきデータが一定以上蓄積されたら転送するなど、ダイヤルアップで使うことが想定されている。
専用線が非常に高価であった初期のインターネットでは広く使われていたが、インターネットプロトコルとしてTCP/IPが採用され、さらに通信料金が安くなり、インターネット接続が高速化され、また定額制・常時接続が当たり前になった現在では、そのような環境にない国や地域を除いて、あまり使われない。
UUCPが依然使われている例として、通信衛星による非常に高価な通信手段しかない洋上の船舶におけるメール交換が上げられる。
UUCP全盛の時代においては、バケツリレーと言う名でしばしば比喩される仕組みによって、メールやネットニュースが各組織に配信されていた。すなわち、ある組織A（研究機関、大学、企業など）からある組織Dにメッセージを送信または配信したい場合、組織Aから組織Dまでのインターネット経路上にある複数の組織の間で、UUCPによるメッセージ配信を順次リレーして（例えば組織A→組織B→組織C→組織Dの順に）、目的の組織までメッセージを届けていたのである。
メールやネットニュースのメッセージの形式は、通信に利用するレイヤに基本的には依存しないので、現在一般的なTCP/IPと、UUCP間でのやりとりも可能である（UUCP over TCP/IP）。